# Test F
Un test F és un prova estadística en què l'estadístic del test té una distribució F sota la hipòtesi nul·la. S'utilitza més sovint quan es comparen els models estadístics que han estat conformats a un conjunt de dades, per tal d'identificar el model que millor s'adapti a la població estadística de la qual es prenen mostres de les dades. Exactament, els tests F sorgeixen principalment quan els models s'han d'ajustar a les dades utilitzant els mínims quadrats. El nom va ser encunyat per George W. Snedecor, en honor de sir Ronald Aylmer Fisher. Fisher va desenvolupar inicialment l'estadística com el quocient entre la variació en la dècada del 1920.